# Pierluigi Ronzon
Pierluigi Ronzon (Gemona del Friuli, 7 marzo 1934) è un ex calciatore italiano che ha giocato come centrocampista prima e difensore poi in diverse squadre, tra cui Sampdoria, Atalanta, Milan, Napoli e Lazio.

## Biografia
È il prozio di Gianmarco Zigoni.

## Carriera

### Club
Cresciuto nelle file della squadra di Gemona del Friuli, si trasferisce alla Sampdoria, con la quale colleziona 82 presenze e 22 reti. Viene poi ceduto all'Atalanta e successivamente al Milan.
Gioca poi in Serie B col Napoli, dove vince una Coppa Italia del 1962 (suo il gol del definitivo 2-1 in finale contro la SPAL), ottenendo anche la promozione in Serie A (combinazione mai più replicata); divenne capitano della squadra nella stagione 1965-1966. Con gli azzurri, passa dal ruolo d'interno a quello di libero su intuizione dell'allenatore Bruno Pesaola; ebbe comunque gravi problemi con alcuni compagni di squadra, tali da costringerlo nell'estate del 1967 a lasciare il ritiro e chiedere di essere ceduto.
Chiude quindi la carriera nella Lazio.
Ha totalizzato complessivamente 253 presenze e 31 reti in Serie A e 187 presenze e 12 reti in Serie B.

### Nazionale
Disputa anche una partita in Nazionale il 13 marzo 1960 a Barcellona contro la Spagna (3-1 per le Furie Rosse).

## Statistiche

### Presenze e reti nei club
| Stagione         | Squadra          | Campionato       | Campionato | Campionato | Totale | Totale |
| Stagione         | Squadra          | Comp             | Pres       | Reti       | Pres   | Reti   |
| ---------------- | ---------------- | ---------------- | ---------- | ---------- | ------ | ------ |
| 1952-1953        | Sampdoria        | A                | 2          | 0          | 2      | 0      |
| 1953-1954        | Sampdoria        | A                | 7          | 1          | 7      | 1      |
| 1954-1955        | Sampdoria        | A                | 28         | 9          | 28     | 9      |
| 1955-1956        | Sampdoria        | A                | 33         | 7          | 33     | 7      |
| 1956-1957        | Sampdoria        | A                | 12         | 5          | 12     | 5      |
| Totale Sampdoria | Totale Sampdoria | Totale Sampdoria | 82         | 22         | 82     | 22     |
| 1957-1958        | Atalanta         | A                | 26         | 4          | 26     | 4      |
| 1958-1959        | Atalanta         | B                | 38         | 1          | 38     | 1      |
| 1959-1960        | Atalanta         | A                | 34         | 2          | 34     | 2      |
| Totale Atalanta  | Totale Atalanta  | Totale Atalanta  | 98         | 7          | 98     | 7      |
| 1960-1961        | Milan            | A                | 20         | 3          | 20     | 3      |
| 1961-1962        | Napoli           | B                | 38         | 7          | 38     | 7      |
| 1962-1963        | Napoli           | A                | 32         | 0          | 32     | 0      |
| 1963-1964        | Napoli           | B                | 33         | 3          | 33     | 3      |
| 1964-1965        | Napoli           | B                | 38         | 1          | 38     | 1      |
| 1965-1966        | Napoli           | A                | 25         | 0          | 25     | 0      |
| 1966-1967        | Napoli           | A                | 34         | 0          | 34     | 0      |
| Totale Napoli    | Totale Napoli    | Totale Napoli    | 200        | 11         | 200    | 11     |
| 1967-1968        | Lazio            | B                | 40         | 0          | 40     | 0      |
| Totale carriera  | Totale carriera  | Totale carriera  | 440        | 43         | 440    | 43     |

### Cronologia presenze e reti in nazionale
| Cronologia completa delle presenze e delle reti in nazionale ― Italia | Cronologia completa delle presenze e delle reti in nazionale ― Italia | Cronologia completa delle presenze e delle reti in nazionale ― Italia | Cronologia completa delle presenze e delle reti in nazionale ― Italia | Cronologia completa delle presenze e delle reti in nazionale ― Italia | Cronologia completa delle presenze e delle reti in nazionale ― Italia | Cronologia completa delle presenze e delle reti in nazionale ― Italia | Cronologia completa delle presenze e delle reti in nazionale ― Italia |
| Data                                                                  | Città                                                                 | In casa                                                               | Risultato                                                             | Ospiti                                                                | Competizione                                                          | Reti                                                                  | Note                                                                  |
| --------------------------------------------------------------------- | --------------------------------------------------------------------- | --------------------------------------------------------------------- | --------------------------------------------------------------------- | --------------------------------------------------------------------- | --------------------------------------------------------------------- | --------------------------------------------------------------------- | --------------------------------------------------------------------- |
| 13-3-1960                                                             | Barcellona                                                            | Spagna                                                                | 3 – 1                                                                 | Italia                                                                | Amichevole                                                            | -                                                                     |                                                                       |
| Totale                                                                |                                                                       | Presenze                                                              | 1                                                                     |                                                                       | Reti                                                                  | 0                                                                     |                                                                       |

## Palmarès

### Club

#### Competizioni nazionali
- Campionato italiano di Serie B: 1

Atalanta: 1958-1959
- Coppa Italia: 1

Napoli: 1961-1962

#### Competizioni internazionali
- Coppa delle Alpi: 1

Napoli: 1966